# Мирко Ћуковић
Мирко Ћуковић (Радоиња, код Нове Вароши, новембар 1908 — Београд, 22. децембар 1986) био је учесник Народноослободилачке борбе, друштвено-политички радник СР Србије и СФРЈ и публициста.

## Биографија
Рођен је новембра 1908. у селу Радоиња, код Нове Вароши. Потицао је из земљорадничке породице. Основу школу завршио је у родном селу, а даље гимназијско школовање је наставио у Пријепољу, Новом Пазару, Ужицу и Сарајеву. Потом је у Београду завршио Правни факултет. Током студија прикљчио се студентском револуционарном покрету и учествовао у његовим акцијама.
Био је посебно активан у Удружењу студента Санџака, које је деловало међу студентима Универзитета у Београду, и окупљало студенте родом из Санџака. Због свог политичког рада, иако није био члан тада илегалне Комунистичке партије, био је хапшен и прогањан од полиције, а 1934. је изведен пред Државни суд за заштиту државе у Београду. До почетка Другог светског рата радио је као адвокатски приправник, а бавио се и новинарством и био дописник Загребачких новина.
Године 1941. постао је члан Комунистичке партије Југославије (КПЈ), а након окупације Југославије прикљчио се активно Народноослободилачком покрету (НОП). Био је један од организатора устанка у нововарошком крају. У току Народноослободилачког рата налазио се на дужностима помоћника политичког комесара чете, заменика политичког комесара батаљона и члана Политичког одељења (Политодел) Треће пролетерске санџачке ударне бригаде. Био је члан Земаљског антифашистичког већа народног ослобођења Санџака (ЗАВНОС) и потпредседник његовог Извршног одбора.
Након ослобођења, налазио се најпре у дипломатској служби Нове Југославије, као саветник Посланства ФНРЈ у Тирани, у НР Албанији. Потом је био помоћник претседника Комитета за законодавство ФНРЈ, председник Верске комисије ФНРЈ, а од 1953. секретар Комисије за исељеничка питања. Радио је у министарству пољопривреде, у Централном комитет Савеза комуниста Југославије, Савезу синдиката и Скупштини СР Србије. Био је главни уредник телеграфске агенције ТАНЈУГ. Биран је од 1963. за судију Уставног суда Србије.
Биран је за народног посланика Републичког већа Народне скупштине НР Србије, у више сазива, где је био секретар Одбора за народно здравље и социјалну политику, као и за члана Градског већа Народног одбора града Београда. Био је члан Главног одбора Социјалистичког савеза радног народа Србије (ССРН Србије), Главног одбора Савеза удружења бораца Народноослободилачког рата Србије (СУБНОР Србије) и члан Централног комитета Савеза комуниста Србије (ЦК СК Србије), члан Председништва Савеза синдиката Србије и председник Савеза пријатеља деце Београда. У три мандата биран је за члана Савета Републике СР Србије.
Преминуо је 22. децембра 1986. у Београду, за говорницом током седнице Савета Републике. Сахрањен је на Новом гробљу у Београду.
Активно се бавио прикупљањем историјских докмената везаних за историју Санџака. Објавио је неколико публикација:
- За даљи развој сељачких радних задруга, Београд 1949.
- Културно-просветни рад на селу, Београд 1950.
- Србија у Народноослободилачкој борби — Санџак, Београд 1964.
- Путовање у слободу — ратне белешке. Нова Варош 1979.
- Нововарошки крај кроз историју — од неолита до 1941, Нова Варош 1991. (постхумно)

Носилац је Партизанске споменице 1941. и других југословенских одликовања, међу којима су — Орден републике за златним венцем, Орден братства и јединства првог реда, Орден партизанске звезде другог реда, Орден заслуга за народ другог реда,  Орден за храброст и др.
Његово име носио је Дом културе у Новој Вароши, а његова спомен-биста налази се заједно са другим спомен-бистама истакнутих револуционара и народних хероја нововарошког краја испред зграде Завичајног музеја у Новој Вароши.